# 印度革命社会党（马列）
印度革命社会党（马列）（英語：Revolutionary Socialist Party of India (Marxist–Leninist)）是印度的一个已不存在的共产主义政党。该党成立于1969年，起源于革命社会党。该党活跃于北方邦。
在1971年的大选中，该党在北方邦和比哈尔邦各获一席。
在2005年的贾坎德邦邦议会选举中，有三人进入了邦议会。